# MG 42
La MG 42 (per a: Maschinengewehr 42, o "Metralladora 42") és una metralladora de propòsit general dissenyada a l'Alemanya Nazi per a disparar munició de 7,92 × 57 mm, utilitzada en grans quantitats per la Wehrmacht i les Waffen SS durant la Segona Guerra Mundial. Es va dissenyar per a reemplaçar la MG 34, però tot i que era més cara i la seva producció era més llarga, les dues metralladores van ser produïdes fins al final de la guerra.

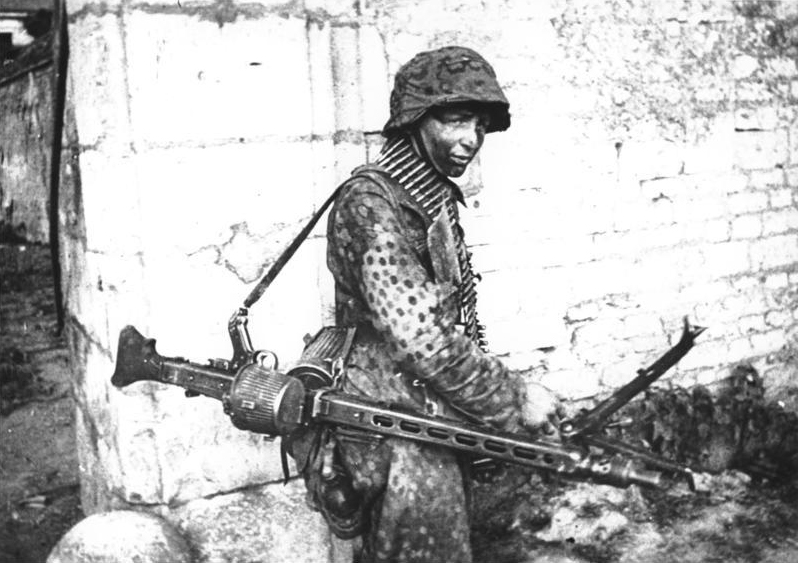
Un soldat de la Waffen SS amb una MG 42, en la configuració de metralladora lleugera amb un carregador de tambor de 50 bales amb un bípede extensible.

Dissenyada per a ser fàcilment produïda i ser barata, la MG 42 va demostrar ser molt fiable i fàcil d'operar. És molt famosa per la seva gran cadència de foc, d'unes 1.200 bales per minut, comparades amb les 850 de la MG 34, i les 450-600 de les metralladora Browning M1919 i les metralladora Bren. Aquesta gran cadència de foc la feia perfecta per donar foc de supressió, i aquesta característica va fer que tingués el sobrenom de la Serra de Hitler.
La MG 42 va ser adoptada per molts països després de la guerra, i va ser copiada o produïda sota llicència. La MG 42 va continuar servint a l'exèrcit alemany, amb el nom de MG 1, la qual va acabar per ser la MG 3 amb el seu darrer model. A partir d'aquesta metralladora se'n van construir moltes versions en altres països.

## Història

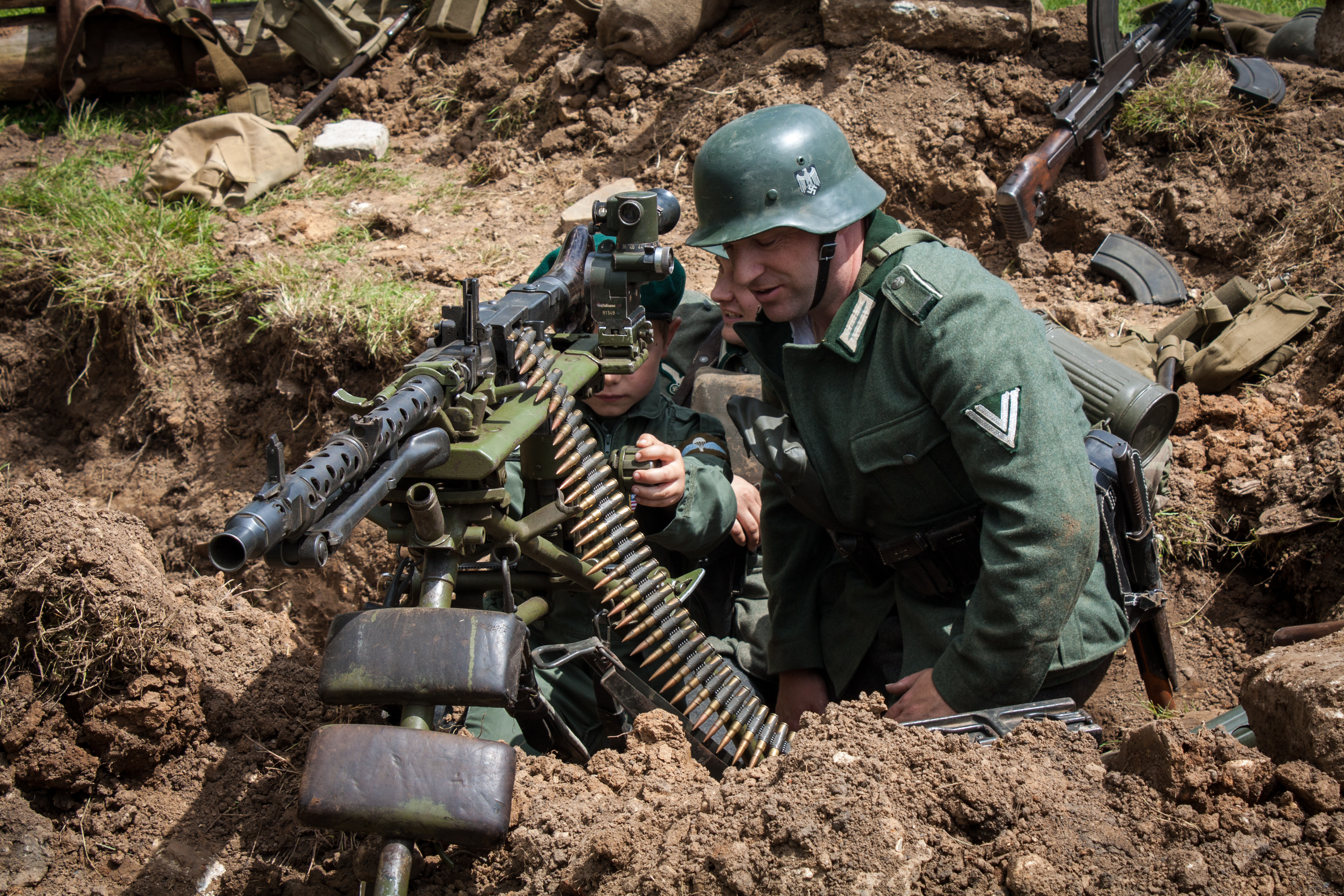
Recreació històrica alemanya amb una MG 34 muntada en un trípode Lafette 34.

La metralladora MG 42 va ser adoptada per la Wehrmacht l'any 1942 i va ser utilitzada per aquesta i les Waffen SS durant tota la Segona Guerra Mundial.
Dissenyada per a reemplaçar la MG 34 en el rol de metralladora de propòsit general. Aquestes metralladores van ser les següents versions de metralladores de propòsit general, que estaven inspirades en la MG 13.
Es van produir prop d'unes 400.000 unitats de la MG 42 durant tota la Segona Guerra Mundial. El 1942 se'n van produir 17.915 unitats, el 1943 se'n van produir 116.725 unitats, el 1944 van ser 211.806 unitats, i el 1945 van ser 61.877 unitats.
L'arma va ser utilitzada durant tota la Segona Guerra Mundial per l'Alemanya Nazi i pels seus aliats europeus. Després de la guerra, la MG 42 va ser adoptada per altres exèrcits i es van crear moltes variants d'aquestes armes.

### Sobrenoms de la MG 42
El seu so, fàcilment distintiu a causa de la seva gran cadència de foc, va fer que es guanyés el sobrenom de la Serra de Hitler o la Cremallera de Hitler, i pels soldats alemanys va ser anomenada com a Hitlersäge, Singende Säge, Knochensäge or elektrisches MG ("Serra de Hitler", "Serra cantant", "Serra d'ossos" o "metralladora elèctrica").

## Cadència de foc
La cadència de foc cíclica màxima de les MG 34 i MG 42 a vegades són exagerades i poc precises. Les dues armes van ser dissenyades per a diversos propòsits. La seva alta cadència de foc era molt bona per al seu ús antiaeri. La taxa normal de foc era molt per sota del que a vegades es diu. La seva cadència de foc efectiva era molt superior a les de les metralladores dels aliats, tot i que això es devia més que res a una velocitat de refredament dels canons major que al disseny. Una de les metralladores amb més cadència de foc de l'exèrcit alemany era la MG 81, que disposava d'una cadència de foc d'entre 1.400 i 1.600 bales per minut. La versió per a infanteria de la MG 42 tenia una cadència de tir de 950 bales per minut. Algunes proves amb MG 42 van demostrar que la seva cadència de foc podia arribar a 1.200 trets per minut.

### Cadència de foc efectiva

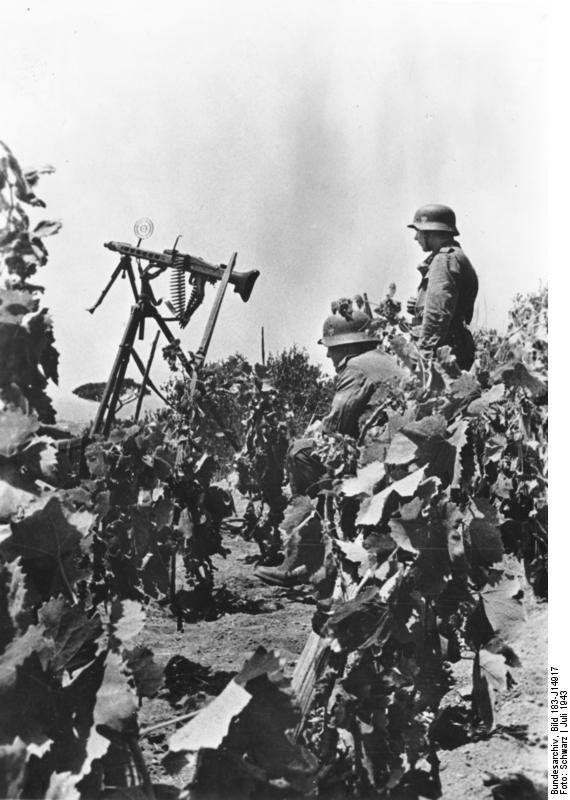
Una metralladora MG 42 muntada en un trípode per al seu ús com a arma antiaèria.

L'alta cadència de foc va demostrar amb quina rapidesa podia disparar, extraure, carregar i amartellar el seu mecanisme per preparar els següents trets. Malgrat que aquesta no era una cadència de foc efectiva. Una cadència de foc efectiva és una cadència en la qual els trets poden ser disparats de manera precisa (i efectiva) a un punt concret. Moltes armes han sigut desenvolupades amb altes cadències de foc, i la majoria d'aquestes han demostrat que necessiten una cadència de foc molt baixa per a poder disparar de manera efectiva. Un exemple d'això és el subfusell MAC-10. El MAC-10, disparava munició de 9x19 mm Parabellum a una cadència de foc d'unes 1.200 bales per minut. Amb aquesta cadència, no es poden distingir els trets i li donen un so molt característic, com el de la MG 42. Quan es disparava un MAC-10, la probabilitat d'impactar en un objectiu amb 1 o 2 bales era bastant baixa. Per això es diu que té una cadència de foc efectiva molt baixa.
La cadència de foc efectiva d'una MG 34 era d'unes 150 bales per minut, mentre que la de la MG 42 era lleugerament més alta, de 154 bales per minut. Per exemple, la MG 3, pot disparar en diverses cadències de foc, d'unes 1.100-1.200 bales per minut, i amb una cadència de foc més baixa, d'entre 700-800 bales per minut. Cap arma refrigerada per aire pot disparar de manera continuada en foc automàtic durant gaire temps abans de sobreescalfar-se o de tindre una mal funció. Les cadències de foc efectives de les MG 34 i MG 42 eren superiors a les de les armes aliades, ja que la cadència de foc cíclica no és un factor gaire important, la velocitat en el canvi del canó sí que ho és. La cadència de foc cíclica de la MG 42 podia ser alterada utilitzant diferent tipus de forrellat i molles de retrocés. Un forrellat més pesant, fa que l'arma sigui més lenta. També s'ha de saber que utilitzar un forrellat pesat, fa necessari l'ús d'una molla de retrocés diferent. El pes d'una molla de retrocés estàndard és de 550 grams i li permet tindre una cadència de foc normal. Un dels rols de la MG 34 i de la MG 42 és el de dotar de foc antiaeri a nivells baixos. Una alta cadència de foc cíclica alta en el seu ús contra objectius exposats, dona molt millors resultats que una lenta, aquest és el cas dels avions.

## Doctrina d'armes curtes alemanyes
Mentre que els americans van estandarditzar els fusells semiautomàtics en 1936 (el fusell M1 Garand), els alemanys seguien utilitzant fusells de forrellat com el Karabiner 98k, basant la majoria de la potència de foc de l'esquadra en les metralladores de propòsit general, així fent que el rol del soldat d'infanteria fos principalment el de carregar munició per a la metralladora i dotar-la de protecció. Això feia que l'esquadra d'infanteria estigués dotada d'una arma capaç de parar una unitat d'infanteria sencera, ja que disposava d'un gran volum de foc. L'exèrcit alemany experimentà amb fusells semiautomàtics durant la Segona Guerra Mundial, i van començar a introduir el fusell Gewehr 41, i més tard van començar a introduir fusells d'assalt com la StG 44 en 1943, a pesar que aquestes noves armes no van tindre una gran producció durant la guerra.
D'altra banda, el Kar 98k va tindre una producció molt més gran, amb prop de 14.600.000 unitats construïdes, i va ser construït fins al final de la guerra, en maig de 1945.

### Rol de la metralladora mitjana de suport

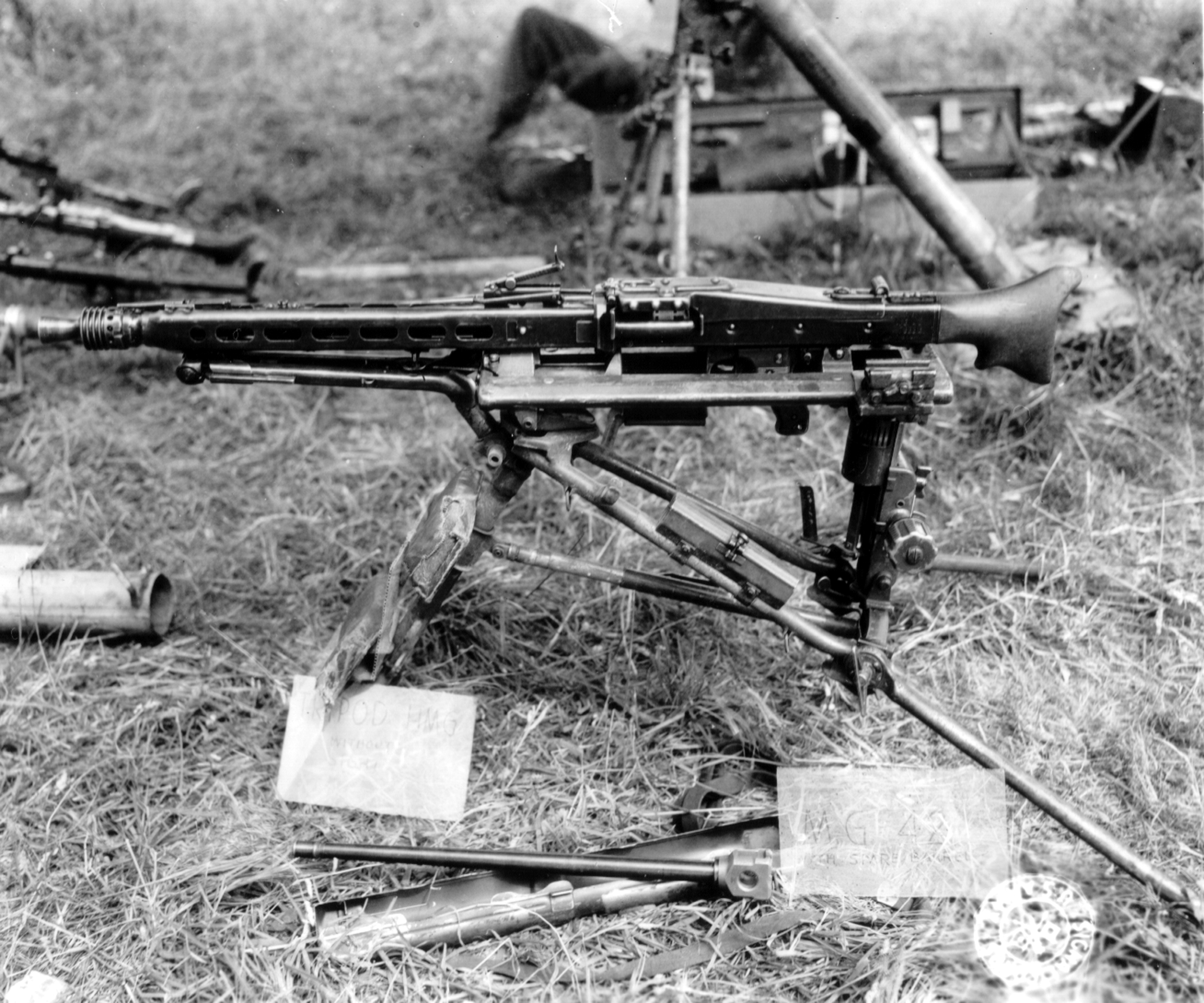
Una MG 42 muntada en un trípode Lafette 42

En una esquadra de metralladores pesades, cada esquadra disposava de quatre MG 34 o MG 42, que s'utilitzaven per al foc sostingut de cobertura, muntades en trípodes. En 1944, l'organització de l'esquadra va canviar a sis metralladores en tres seccions, amb dues esquadres de metralladores pesades per esquadra, organitzats en:
- Comandant d'esquadra: subfusell MP 40.
- Operador de la metralladora: MG 34 o MG 42 i una pistola (solien ser Walther P38, Luger P08, i en algunes ocasions, Mauser C96.
- Assistent de l'operador de la metralladora (soldat): Pistola (igual que l'operador de la metralladora quant a models).
- Tres fusellers (Soldats): Fusell (principalment Kar 98k).
- Genet per al cavall, que s'ocupava de la carreta i tràiler (soldat): Fusell.

## Funcionament

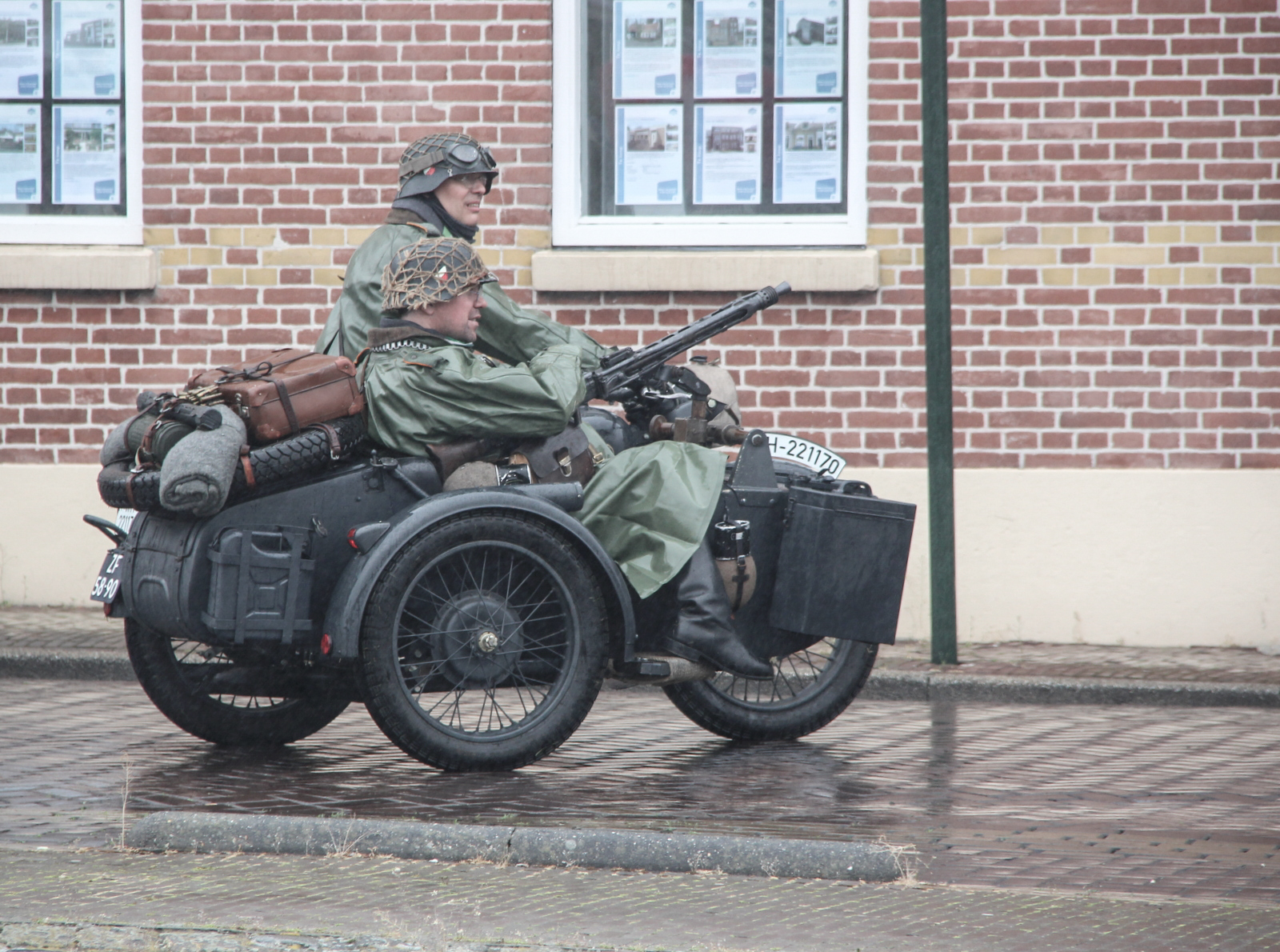
Motocicleta amb sidecar, on està muntada una MG 42.

Una de les característiques més icòniques d'aquesta excepcional metralladora era la seva alta cadència de foc, entre 900 i 1.500 trets per minut (depenent de la seva configuració), més del doble que les metralladores Vickers i Browning, que tenien una cadència de foc d'unes 600 bales per minut. El so d'una d'aquestes metralladores era molt fàcil de distingir, ja que no es podia sentir el tret d'una sola bala sent disparada, sinó que se sentia un so similar al d'una serra elèctrica, o al d'esquinçar tela.
L'exèrcit alemany va donar molta importància a no disparar de manera contínua. Deien que el foc automàtic continuat era molt poc precís i gastava molta munició, i que allò era intolerable.
Quan la MG 42 estava muntada en un bípede, el seu operador l'havia de disparar en ràfegues de 3 o 7 bales successivament, per a poder disparar amb més precisió, ja que així podia corregir el foc entre les ràfegues.
Quan s'utilitzava com a metralladora mitjana, es va dissenyar un nou trípode per a la MG 42, el trípode Lafette 42. Els seus operadors estaven entrenats per a disparar en ràfegues curtes, d'entre 20 i 50 trets successivament, per poder corregir el seu foc entre les ràfegues.
La quantitat de persones òptima per a operar una MG 42 era de, com a mínim, cinc homes:
- El comandant de la metralladora, en Núm. 1, que disparava i transportava la metralladora.
- El Núm. 2, que carregava el trípode.
- Els Núm. 3, 4 i 5, que carregaven munició, canons, eines per atrinxerar-se i altres objectes.

Per la seva protecció, el Núm. 1 i 2 estaven armats amb pistoles, i els altres ajudants, estaven armats amb fusells.
Aquest gran equip, podia ser reduït a tres operadors, en cas que fos impossible obtenir els altres homes:
- Operador de la metralladora.
- Carregador i portador de canons.
- Observador.

L'operador de la metralladora solia ser un sotsoficial (Unteroffizer).
La gran cadència de foc, va demostrar alguns problemes, ja que, a pesar de poder ser utilitzada amb un efecte devastador, gastava una enorme quantitat de munició. Per aquesta raó, no era estrany que els soldats que estaven destacats a una esquadra de metralladora, o situats a prop d'aquesta, carreguessin munició extra, per assegurar-se que la MG 42 sempre disposava de munició quan les reserves principals s'esgotaven. Un altre desavantatge de la MG 42 era que, per culpa de la seva alta cadència de foc, el canó se sobreescalfava amb rapidesa. Després de disparar 150 bales, l'operador de la metralladora havia d'obrir una petita porta situada al lateral de l'arma (que donava al canó) i reemplaçar el canó sobreescalfat per un de nou. Els membres de l'esquadra de la metralladora eren els responsables de fer el canvi del canó, i per això, alguns membres de l'esquadra estaven equipats amb guants grossos, que podien suportar grans temperatures, i així no es cremaven en l'acció del canvi de canó.

## Detalls en el disseny

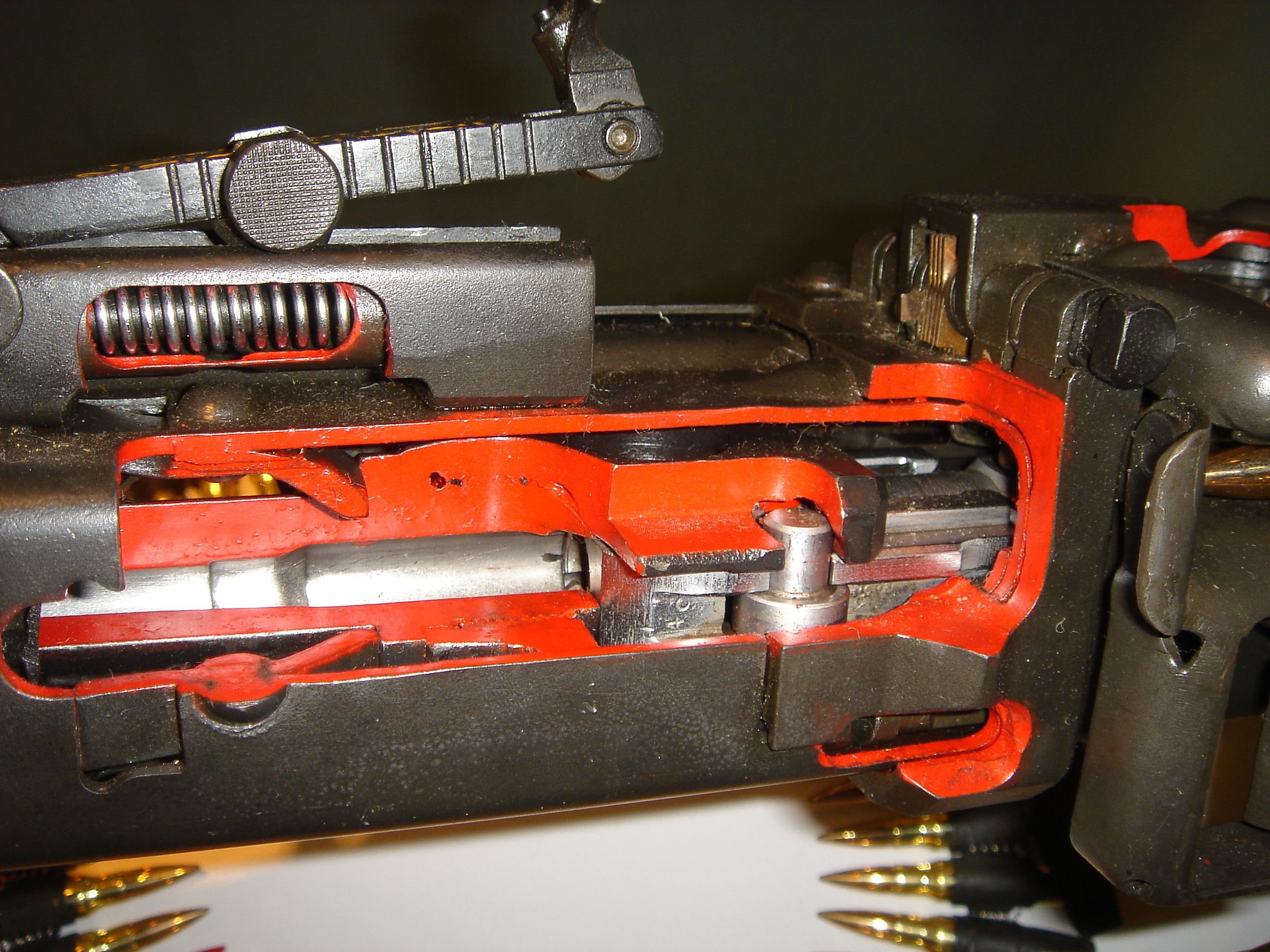
El sistema operacional d'una MG 42.

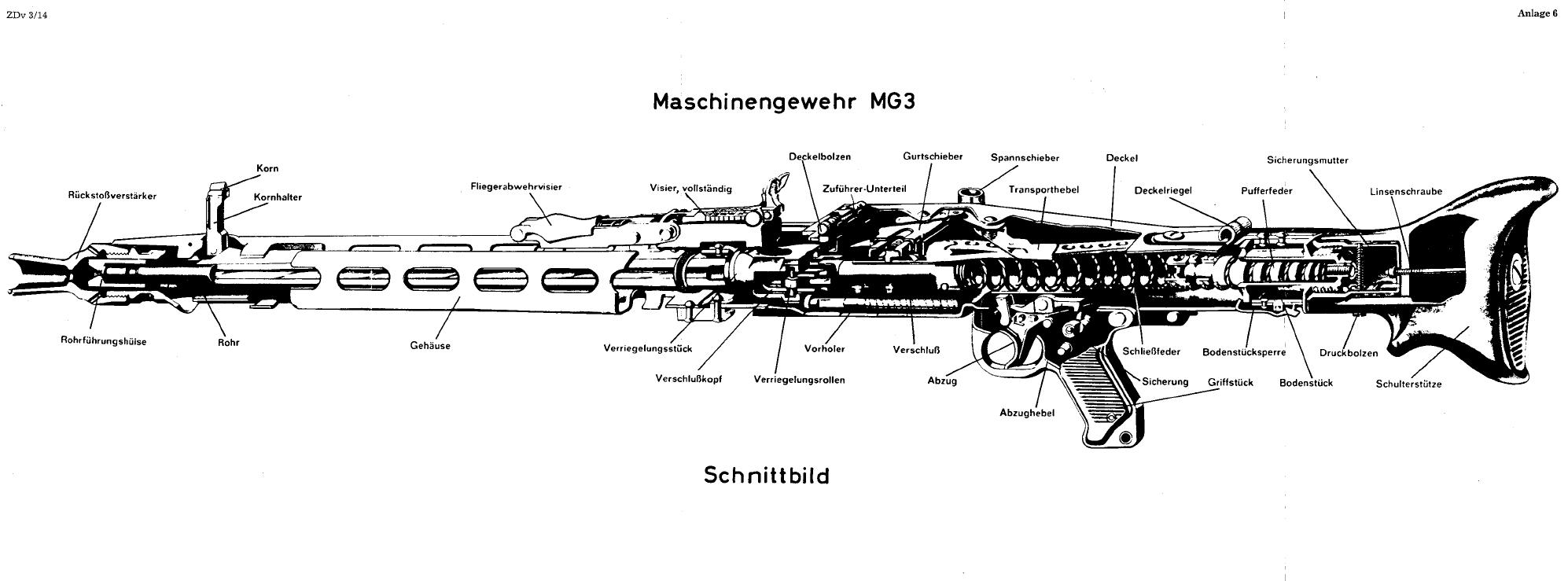
Una MG 3.

La MG 42 és una metralladora refrigerada per aire, alimentada per cinta, operada per retrocés i amb un ràpid canvi de canó, que dispara munició de 7,92 × 57 mm.
La MG 42 pesa 11,57 kg en el seu mode de metralladora lleugera, amb el bípede, era més lleugera i portable que la MG 34. Utilitzava el mateix bípede que la MG 34, i podia ser afegit al davant o al ventre de l'arma, segons com i on era utilitzada.
Utilitzava un sistema de forrellat blocat per rodets, que consistien en dos rodets, un detonador, el cos del forrellat, i una molla de retrocés, que és la responsable d'empènyer el forrellat perquè és col·loqui en bateria (en la seva posició de blocatge) i tornar quan és desblocat, i ser empès cap enrere pel retrocès o per la maneta de càrrega. El sistema de blocatge del forrellat se situa junt amb la recambra del canó (al final el projectil és carregat dintre) mitjançant una extensió del canó darrere de la recambra. Com és operada per retrocés, i dispara amb un sistema de forrellat obert, l'arma ha de ser carregada manualment amb la maneta de càrrega lateral.
La MG 42 sols pot disparar en mode automàtic. Disparar un sol tret, és molt difícil, i, fins i tot, per als seus operadors més experts, per culpa de la seva cadència de foc. El programa d'entrenament usual era de ser capaç de disparar una ràfega de tres bales. Algunes característiques de l'arma eren un reductor de retrocés a la part davantera, fent que l'arma fos més funcional i millorant-ne la taxa de foc.
La culata està dissenyada per a permetre que el seu operador utilitzés la mà esquerra per a agafar i assegurar bé l'arma contra el seu cos.
Utilitzava una mira de ferro que consistia en una mira davantera ajustable de tipus ∧, i una mira situada a la part de darrere de mena V, situada en una rampa graduada des dels 200 metres als 2.000 metres, amb increments de 100 metres. Es podia afegir una mira antiaèria de tipus de tela d'aranya, que estava guardada en el joc de manteniment, i es podia col·locar sobre l'arma (la part de sobre del canó) i una mira en la part del darrere que es fixava amb una frontissa a la zona de darrere.
El canó de la MG 42, el qual pesava 1,8 kg, podia ser canviat ràpidament pels ajudants de l'operador de l'arma. Els canons tenien les típiques línies poligonals o estriat. L'estriat de 5 línies era el resultat d'un nou mètode de producció de canons desenvolupat pels enginyers alemanys poc abans de la Segona Guerra Mundial. Aquest nou procés tenia la intenció de produir canons de millor qualitat i més duradors, en un menor temps que produïts de manera tradicional. Més tard, els canons es van començar a cromar per fer-los encara més durs i resistents. La vida útil d'un canó de MG 42 era d'entre 3.500 i 8.000 trets, segons el seu mètode de producció. El mètode de canvi del canó va fer que no fos apte per al seu ús com a arma coaxial, a excepció del Jagdpanzer IV.
La MG 42 va demostrar que era molt capaç de ser utilitzada sota molt males condicions, com el Desert de Nord Àfrica o el Front Oriental. L'arma va demostrar ser molt superior en aquestes condicions a la MG 34.

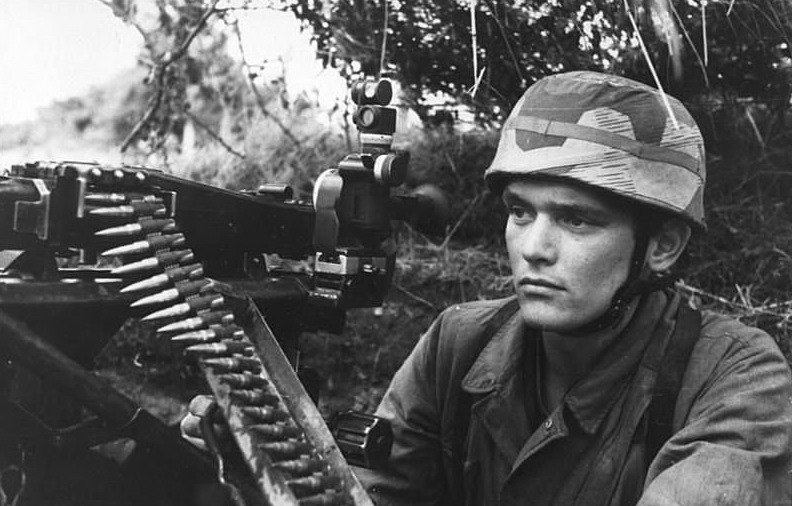
Una MG 42 muntada en un trípode Lafette 42 amb una mira telescòpica MG Z 40.

## Variants

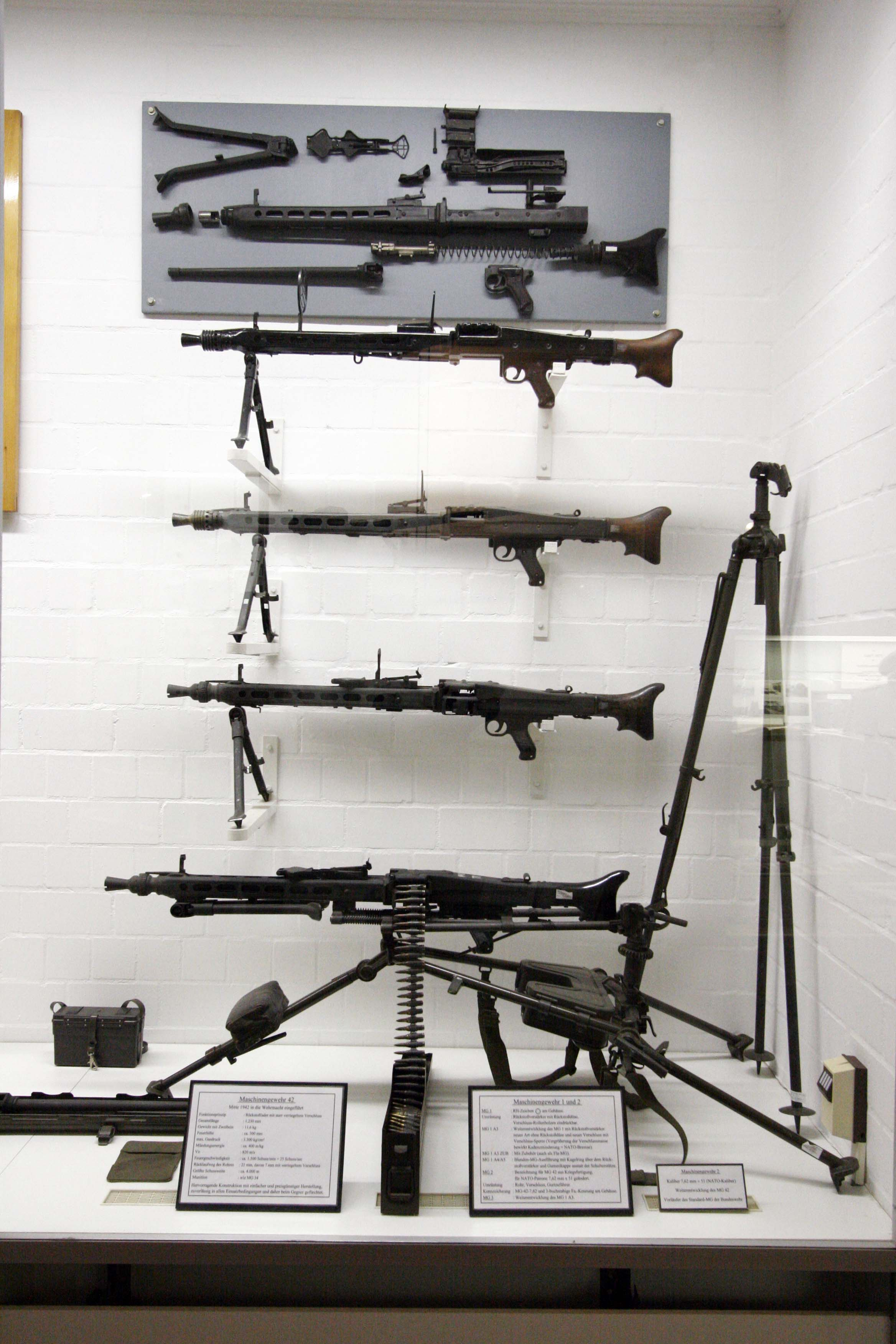
Diverses configuracions de la MG 42, incloent-hi un trípode antiaeri

Es van produir un gran nombre de variants de la MG 42.

### MG 45
En 1944, quan van començar a faltar materials per a produir armament en el Tercer Reich Alemany, es van començar a produir noves versions de la MG 42, i es van anomenar en MG 45 (o MG 42V), que tenia un mecanisme diferent d'operació, ja que utilitzava un sistema de Blowback endarrerit al contrari que el de bloqueig de rodets. Per aquesta raó, la MG 45 és considerat com un tipus d'arma diferent, ja que els seus mecanismes d'ús són diferents. Utilitzava acer de menor qualitat, el que va fer que el seu pes fos de 9 kg, però seguia disposant del mateix sistema de càrrega. Les seves primeres proves es van dur a terme en juny de 1944, però el seu desenvolupament al final va acabar sense dur-se a terme, i només 10 van ser construïdes. Una metralladora MG 45 amb la que es van dur a terme proves va disparar 120.000 bales, a una tassa mitjana de 1.350 bales/minut.
La MG 42V va influenciar molts dissenys de després de la Segona Guerra Mundial, i el seu sistema de Blowback endarrerit va ser molt utilitzat per les armes de la companyia de Heckler & Koch.

### Metralladora T24
La còpia americana de la MG 42 dissenyada per a reemplaçar la M1918 Browining Automatic Rifle i la Metralladora Browning M1919A4 per al seu ús en les esquadres d'infanteria, utilitzant la munició estàndard de l'exèrcit americà, la .30-06, i aquesta arma va ser designada com a Metralladora T24. Aquesta nova metralladora podia ser utilitzada en el Trípode M2. L'arma era una còpia exacta de la MG 42, a excepció del canvi de la seva munició de .30-06. Aquesta nova munició feia l'arma bastant més potent que l'anterior MG 42, a pesar que l'anterior munició tenia qualitats balístiques superiors que les americanes, i per això, el projecte va ser abandonat.

### MG 51

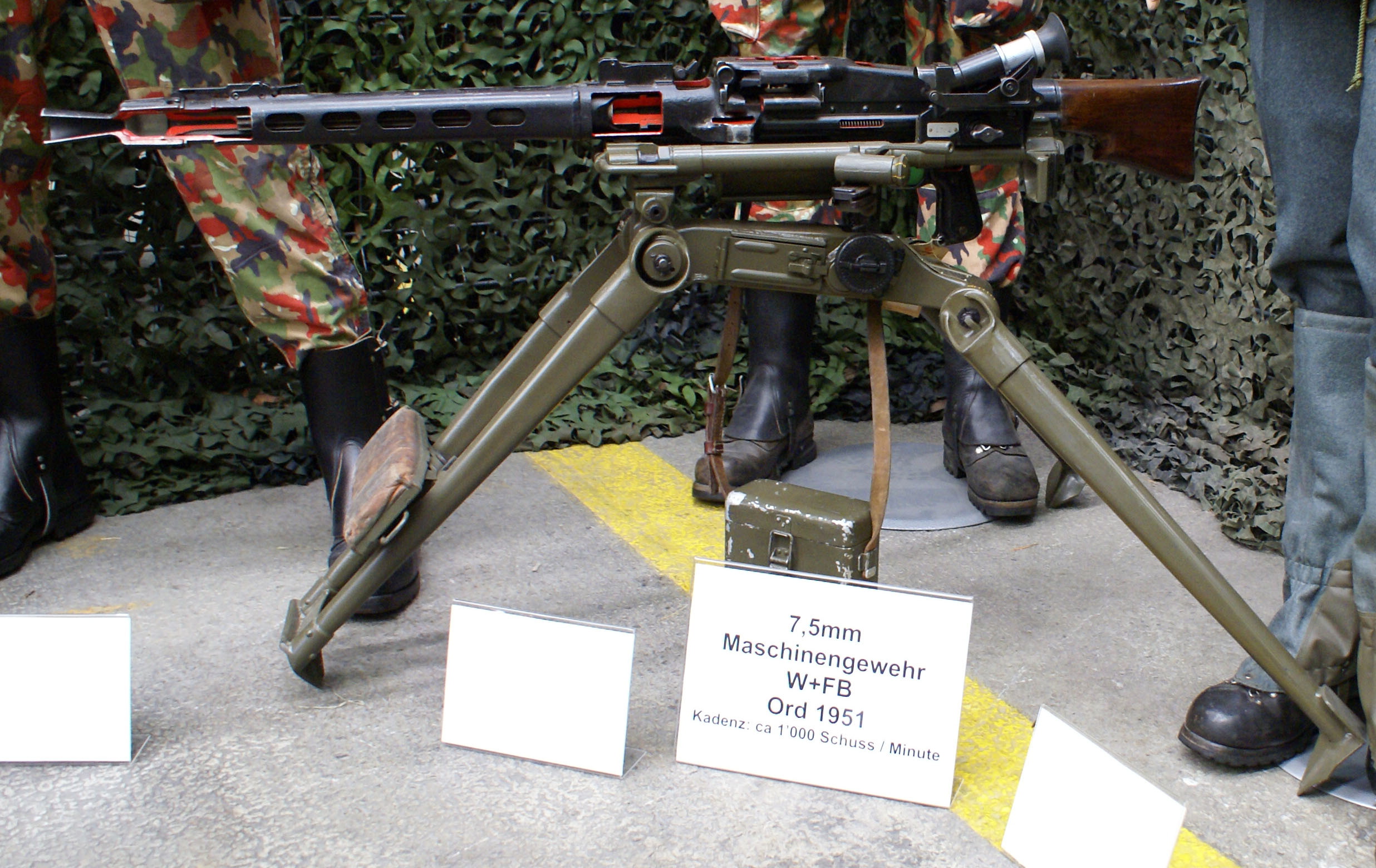
Una metralladora suïssa MG 51 construïda per W+F Bern

La metralladora suïssa MG 51, o 7,5 mm Maschinengewehr 1951, estava basada en la MG 42, però utilitzava la munició de 7,5×55 mm Swiss GP 11. El seu disseny va aparèixer en 1950, sent molt similar a la MG 42, encara que algunes parts de l'arma estiguessin fetes amb altres materials i maneres d'obtenció, fent que l'arma fos més pesada i més cara, també era més estable. L'arma final disparava a una cadència de foc cíclica d'unes 1.000 bales per minut, i era 4,4 kg més pesada que la MG 42, i molt més ben construïda.

### M53

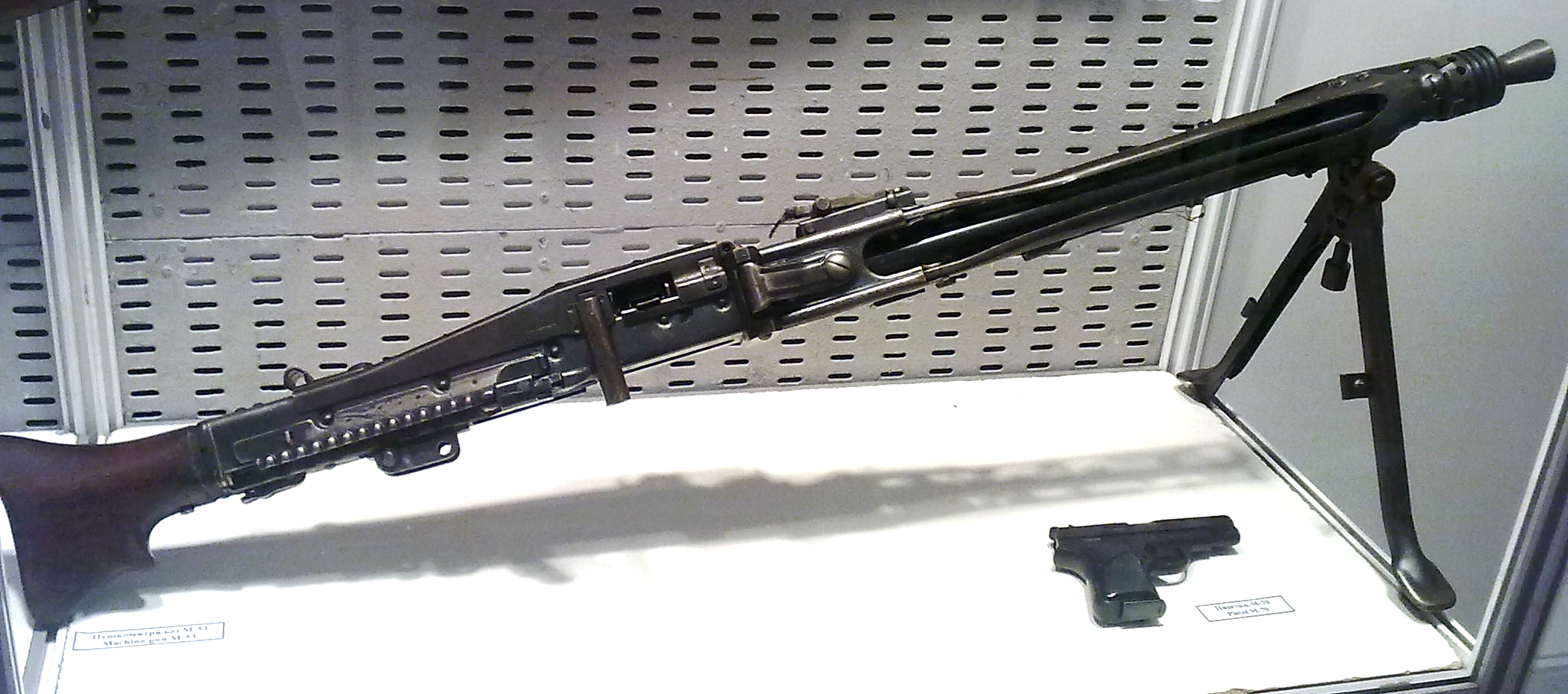
Una metralladora Zastava M53 de fabricació iugoslava.

A Iugoslàvia la variant de la MG 42 estava construïda per la companyia d'armes Zavodi Crvena Zastava, van construir la Zastava M53, utilitzant la maquinària que s'utilitzava per a produir les metralladores MG 42 originals, i seguint utilitzant la munició de 7,92 x 57 mm Mauser. Fent això, la versió Iugoslava de la MG 42, la MG 53 era una còpia gairebé idèntica a la MG 42, ja que no van canviar gairebé cap de les seves característiques. Una de les seves majors diferències eren una cadència de foc inferior a l'original i que no es podien adaptar les mires antiaèries. En.calameo.com (2010-08-04). Retrieved on 2010-10-18. La distància operativa de l'arma era d'uns 2.000 metres, i la distància operativa màxima de la bala era d'uns 5.000 metres, igual que la MG 42. Les MG 42 capturades al final de la Segona Guerra Mundial van ser posades al servei de l'Exèrcit Popular de Iugoslàvia, com a M53/42. El seu últim ús en Iugoslàvia va ser en 1999. Algunes quantitats de M53 van ser exportades a Iraq en la dècada de 1980, i va veure ús en les dues Guerres del Golf. Algunes M53 segueixen sent utilitzades per les forces del Peshmerga en algunes zones del nord d'Iraq, en el conflicte amb ISIS.

### MG 3
La MG 3 (originalment com a MG 1) era la MG 42 calibrada per a disparar munició de 7,62 x 51 mm OTAN. És la metralladora de propòsit general del Bundeswehr. Un gran número d'altres exèrcits han adaptat la MG 42 i altres versions d'aquesta, principalment la MG 3, la qual segueix en gran ús avui en dia. El seu disseny d'alimentació va ser copiat i utilitzat per la metralladora M60. El mecanisme de foc de la FN MAG o el MAG-58 eren còpies idèntiques de la MG 42, i el sistema d'alimentació per cinta també era molt similar.
La cadència de foc de la MG 3 era d'unes 1.200 bales per minut.

### MG 74

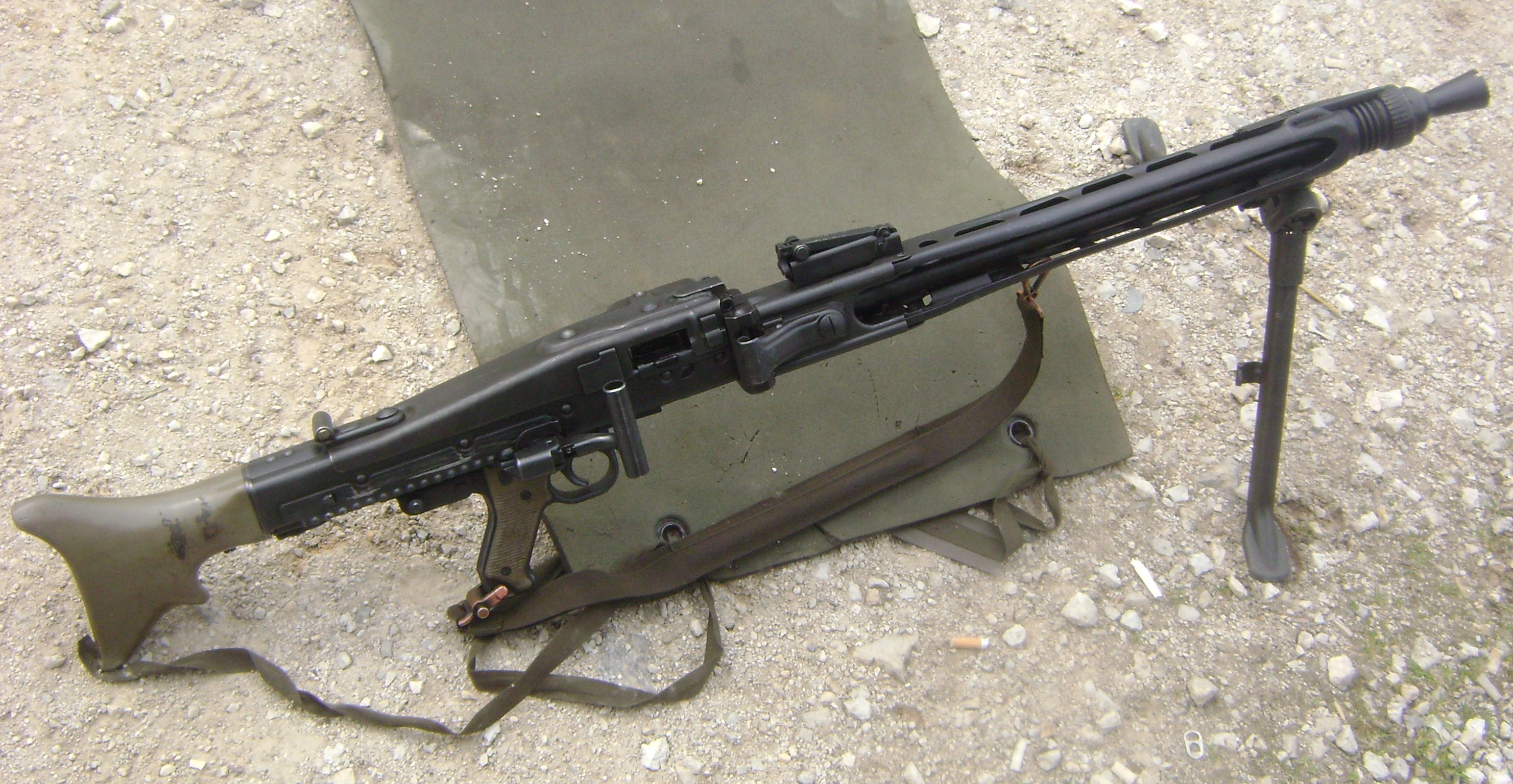
La MG 74 era la versió austríaca de la MG 42

La seva versió final és la MG 74, desenvolupada i dissenyada en les Forces Armades Austríaques a partir de 1974, i va esdevenir la seva metralladora estàndard.
Després de la seva fundació en 1955, l'Exèrcit Austríac va ser armat per armes antigues de l'arsenal dels Estats Units d'Amèrica. A partir de 1959, les metralladores Browning M1919 van ser substituïdes en grans quantitats per les MG 42 amb un canó modificat per a disparar munició de 7,62 × 51 mm OTAN. Però per poder introduir una arma moderna de disseny propi, l'Oficina de Tecnologia de Defensa, en cooperació amb Steyr Mannlicher i Beretta van desenvolupar una arma específicament per a l'Exèrcit Austríac. La metralladora MG 42/59 alemanya que va ser introduïda en 1959 en el Bundeswehr per a reemplaçar les metralladores americanes, que eren similars a les metralladores Austríaques MG 42 de 7,62 mm. Alguns dels objectius d'aquesta nova arma eren reduir la seva cadència de foc i el seu pes, i disposar d'unes mires i muntures més versàtils. El seu desenvolupament va acabar en 1974. Va reemplaçar a partir d'aquell any les MG 42 en l'Exèrcit Federal Austríac.

### Sig MG710

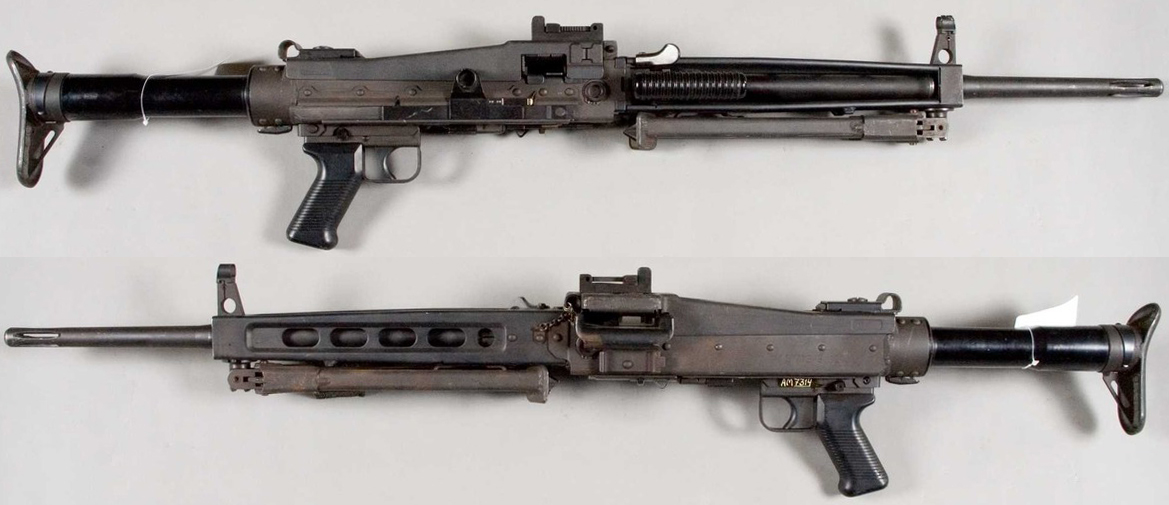
Sig MG 710-3

La metralladora suïssa SIG MG 710-3 estava basada en la MG 42V / MG 45, però calibrada en la munició de 7,62 × 51 mm OTAN. Posseïa una cadència de foc d'unes 900 bales per minut. Les seves primeres versions eren molt similars a la MG 42.

## Usuaris
- Àustria[52]
- Djibouti[53]
- Estat Independent de Croàcia
- Iraq[54]
- Iran[55]
- Líbia[56]
- Alemanya Nazi
- Nigèria[57]
- Portugal[1]
- República Àrab Siriana
- Ucraïna[58][59]
- Vietnam[60]
- Alemanya Occidental[61]
- República Federal Socialista de Iugoslàvia - Produïda com a M53.[42]